# Белошапочная овсянка
Белошапочная овсянка (лат. Emberiza leucocephalos) — вид птиц семейства овсянковых.

## Описание

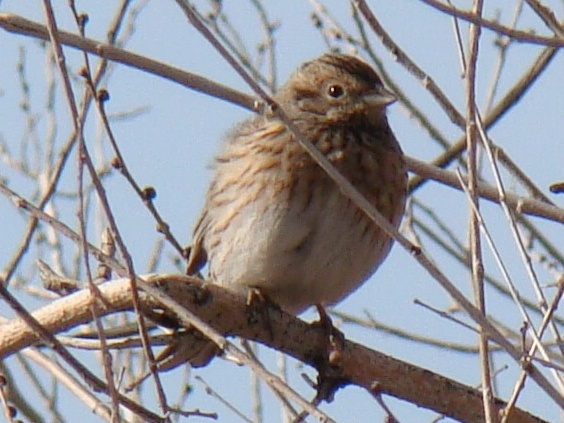
самка белошапочной овсянки

Длина 16-20 см, весит 25-29 г. У самца белошапочной овсянки верх головы, шея, пятно под глазом и брюшко белые, окрака спины и спины и надхвостья буровато-каштановая, с пестринами. Самка окрашена более тускло, горло белое с тёмными штрихами. Молодые птицы рыжевато-бурые.
По поведению и пению похожа на обыкновенную овсянку.
Населяет разреженные светлые леса, преимущественно хвойные, степные колки.

## Ареал

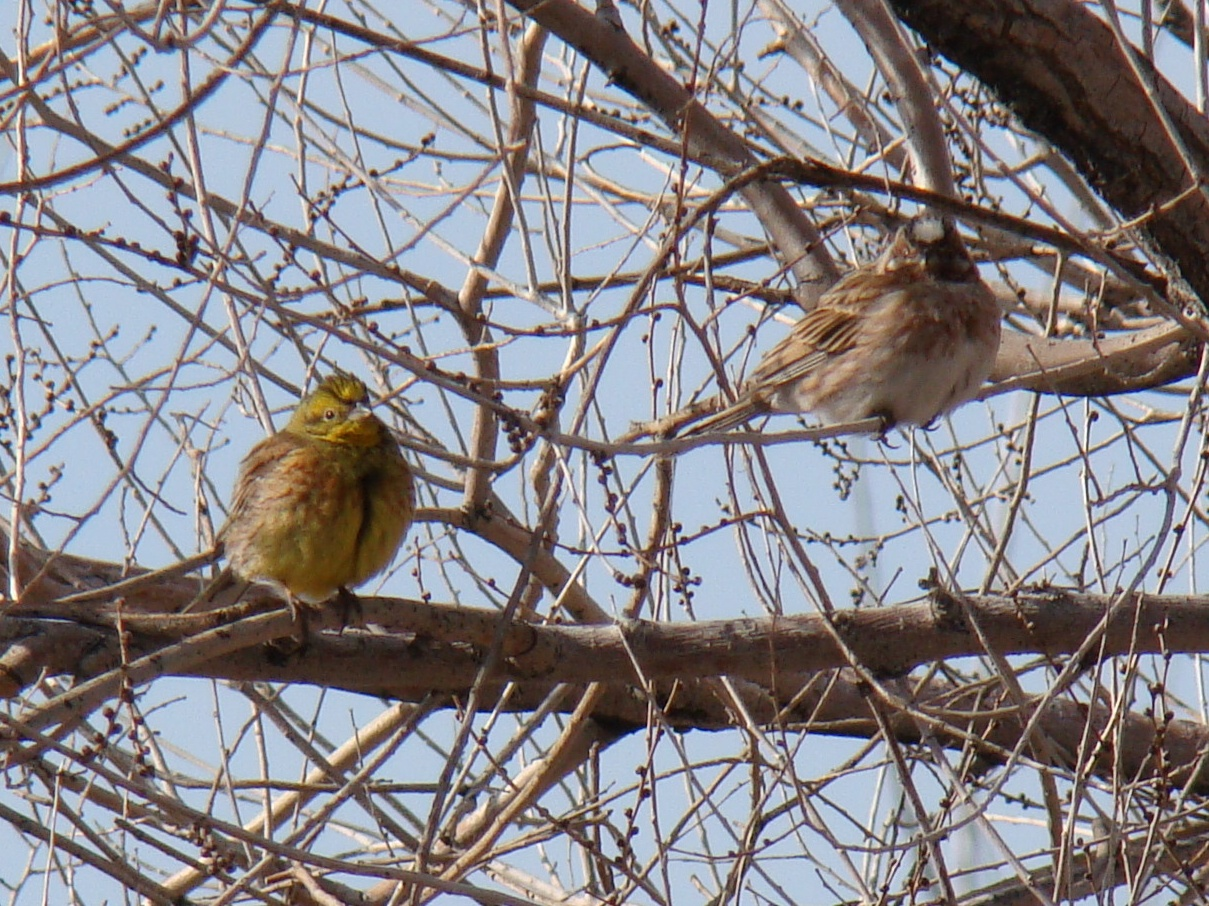
самцы обыкновенной и белошапочной овсянок в смешанной стае на зимовке

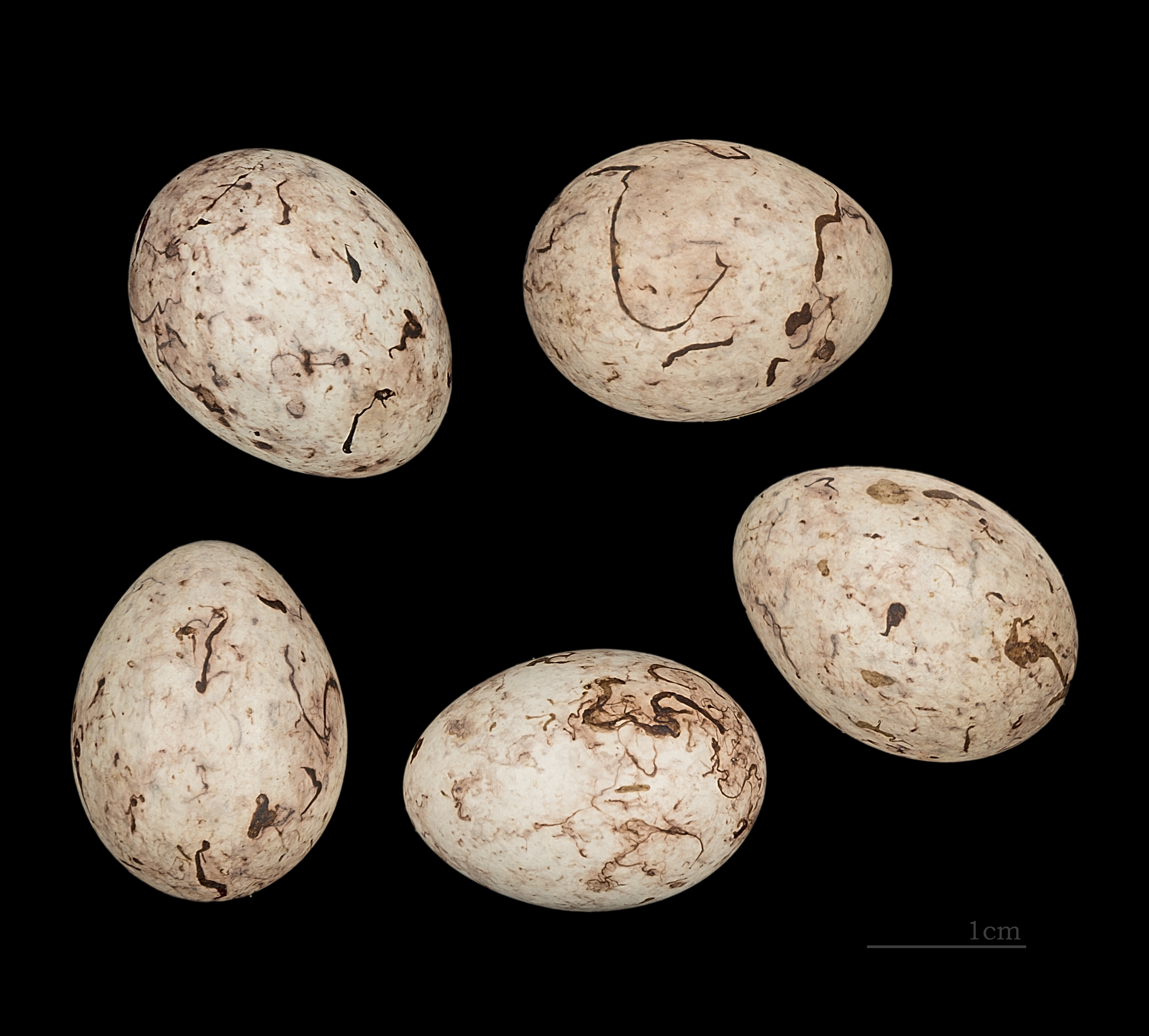
Emberiza leucocephalos

Существуют два подвида белошапочной овсянки. 
Подвид Emberiza leucocephalos leucocephalos  S.G. Gmelin, 1771 распространён на большей части ареала. Это перелётные птицы, гнездятся в России от Уральских гор на западе до бассейна Колымы на востоке, в северной части Казахстана, в Монголии, на северо-востоке Китая. Изолированный участок ареала в горах восточного Тянь-Шаня, Тарбагатая и Джунгарского Алатау на территории Казахстана, Киргизии и Китая. Зимуют на юге Казахстана, в странах Средней Азии, в Афганистане, на севере Пакистана и Индии, в Китае.
Подвид Emberiza leucocephalos fronto Stresemann, 1930 населяет восточную часть Наньшаня в центральном Китае, оседлые птицы.
От Уральских гор до Байкала, в области перекрытия ареалов, белошапочная овсянка может скрещиваться с обыкновенной овсянкой, иногда образуя гибридные популяции.
Иногда белошапочных овсянок, или их гибриды с обыкновенной овсянкой, встречают в странах Западной Европы.